# Friedrich Backhaus (Politiker)
Friedrich Conrad Backhaus (* 23. Februar 1797 in Selbach; † 10. Oktober 1869 in Affoldern) war ein deutscher Ökonom und Politiker.
Backhaus war der Sohn des Konduktors Heinrich Christian Backhaus und dessen Ehefrau Johanette Elisabeth geborene Sude. Er heiratete am 3. Februar 1822 Martha Elisabeth Freudenstein. Er war Ökonom in Affoldern. Nach der Märzrevolution wurde er 1848 für den II. Ländlichen Wahlkreis in den Landtag des Fürstentums Waldeck-Pyrmont gewählt. Er gehörte dem Landtag bis zum Ende der Wahlperiode 1849 und erneut von 1852 bis 1855 (für den Wahlkreis Kreis der Eder) an.